# Lijst van county's in Vermont
De Amerikaanse staat Vermont is onderverdeeld in 14 county's. Anders dan in andere staten worden de hoofdsteden van de county's niet county seat genoemd, maar shire town. De county's Essex, Orleans en Caledonia worden samen ook wel het Northeast Kingdom genoemd.

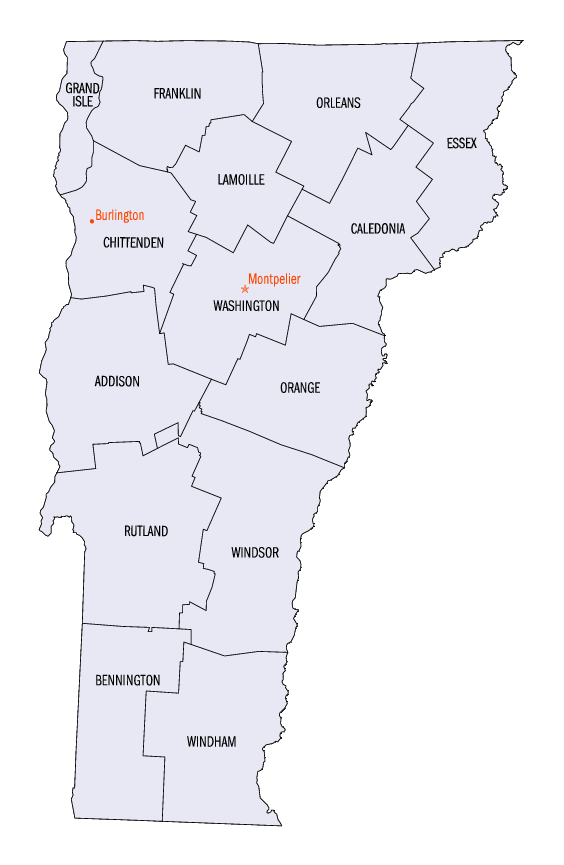
County's van Vermont

| County     | Inwoners 1 juli 2007 | Hoofdplaats           | Inwoners 1 juli 2007 |
| ---------- | -------------------- | --------------------- | -------------------- |
| Addison    | 36.760               | Middlebury            | 6380                 |
| Bennington | 36.452               | Bennington Manchester | 9037 701             |
| Caledonia  | 30.655               | St. Johnsbury         | 6511                 |
| Chittenden | 151.826              | Burlington            | 38.531               |
| Essex      | 6495                 | Guildhall             | 268                  |
| Franklin   | 47.934               | St. Albans            | 7305                 |
| Grand Isle | 7601                 | North Hero            | 905                  |
| Lamoille   | 24.676               | Hyde Park             | 499                  |
| Orange     | 29.002               | Chelsea               | 1234                 |
| Orleans    | 27.302               | Newport               | 5185                 |
| Rutland    | 63.270               | Rutland               | 16.826               |
| Washington | 58.926               | Montpelier            | 7806                 |
| Windham    | 43.480               | Newfane               | 111                  |
| Windsor    | 56.875               | Woodstock             | 932                  |

Alabama · Alaska · Arizona · Arkansas · Californië · Colorado · Connecticut · Delaware · Florida · Georgia · Hawaï · Idaho · Illinois · Indiana · Iowa · Kansas · Kentucky · Louisiana · Maine · Maryland · Massachusetts · Michigan · Minnesota · Mississippi · Missouri · Montana · Nebraska · Nevada · New Hampshire · New Jersey · New Mexico · New York · North Carolina · North Dakota · Ohio · Oklahoma · Oregon · Pennsylvania · Rhode Island · South Carolina · South Dakota · Tennessee · Texas · Utah · Vermont · Virginia · Washington · West Virginia · Wisconsin · Wyoming